# Clerota tenasserimensis
Clerota tenasserimensis är en skalbaggsart som beskrevs av Yamaya 1998. Clerota tenasserimensis ingår i släktet Clerota och familjen Cetoniidae. Inga underarter finns listade i Catalogue of Life.